# Albí (procurador)
Albí (llatí Albinus) va ser procurator de Judea durant el regnat de Neró, cap als anys 63 i 64, successor de Porci Fest. Va ser culpable de gairebé tot tipus de crims durant el seu govern i va perdonar molts criminals a canvi de diners. En canvi va saquejar descaradament la gent rica de la província. El va succeir Gessi Flor.
L'any 68 un Albí (Lucceius Albinus), probablement la mateixa persona, era procurador a la Mauritània Cesariense a la qual Galba va afegir la Mauritània Tingitana. A la mort de Galba, l'any 69, aquest Albí es va declarar a favor d'Otó i es va preparar per envair Hispània, però el governador d'aquesta província, Cluvius Rufus, va enviar legats a Mauritània per a instigar una revolta dels amazics o maures. Revoltats els mauris, Albí i la seva dona van ser assassinats.